# Olympische Sommerspiele 1984/Teilnehmer (Spanien)
| Gelbes Symbol für Goldmedaillen mit stilisierten Olympischen Ringen | Graues Symbol für Silbermedaillen mit stilisierten Olympischen Ringen | Braundes Symbol für Bronzemedaillen mit stilisierten Olympischen Ringen |
| ------------------------------------------------------------------- | --------------------------------------------------------------------- | ----------------------------------------------------------------------- |
| 1                                                                   | 2                                                                     | 2                                                                       |

Spanien nahm an den Olympischen Sommerspielen 1984 in Los Angeles, USA, mit einer Delegation von 179 Athleten teil, darunter 163 Männer und 16 Frauen. Fahnenträger bei der Eröffnungsfeier war der Segler Alejandro Abascal.

## Medaillengewinner

### Gold
| Name                          | Sportart | Wettkampf |
| ----------------------------- | -------- | --------- |
| Luis Doreste & Roberto Molina | Segeln   | 470er     |

### Silber
| Name | Sportart   | Wettkampf                      |
| --- | ---------- | ------------------------------ |
| Fernando Romay, Juan Domingo de la Cruz, Juan Antonio San Epifanio, Andrés Jiménez, Ignacio Solozábal, José Luis Llorente, Juan Manuel López Iturriaga, Fernando Arcega, Josep Maria Margall, José Manuel Beirán, Fernando Martín Espina & Juan Antonio Corbalán | Basketball | Männerturnier                  |
| Fernando Climent & Luis María Lasúrtegui | Rudern     | Männer, Zweier ohne Steuermann |

### Bronze
| Name                            | Sportart       | Wettkampf                          |
| ------------------------------- | -------------- | ---------------------------------- |
| Enrique Míguez & Narciso Suárez | Kanu           | Männer, Canadier-Zweier, 500 Meter |
| José Manuel Abascal             | Leichtathletik | Männer, 1500 Meter                 |

## Teilnehmer nach Sportarten

### Basketball
Männer
- Silber

- Kader
Fernando Arcega
José Manuel Beirán
Juan Antonio Corbalán
Juan Domingo de la Cruz
Andrés Jiménez
José Luis Llorente
Juan Manuel López Iturriaga
Josep Maria Margall
Fernando Martín
Fernando Romay
Juan Antonio San Epifanio
Ignacio Solozábal

### Bogenschießen
| Männer - José Prieto Einzel: 47. Platz - Manuel Rubio Einzel: 37. Platz | Frauen - Asención Guerra Einzel: 38. Platz - Montserrat Martín Einzel: 28. Platz |

### Boxen
Männer
- Agapito Gómez
Halbfliegengewicht: 2. Runde

- Julio Gómez
Fliegengewicht: 1. Runde

- José Antonio Hernándo
Leichtgewicht: Viertelfinale

- Raúl Trapero
Federgewicht: 2. Runde

### Fechten
Männer
- Ángel Fernández
Degen, Einzel: 27. Platz

- Antonio García
Säbel, Einzel: 29. Platz

### Gewichtheben
Männer
- Fernando Mariaca
Leichtgewicht: 12. Platz

- Dionisio Muñoz
Bantamgewicht: 6. Platz

- Julio Sáez
Fliegengewicht: DNF

- Joaquín Valle
Federgewicht: DNF

### Handball
Männer
- 8. Platz

- Kader
Cecilio Alonso
Juan Javier Cabanas
Juan de la Puente
Juan Pedro de Miguel
Pere García
Rafael López
Agustín Millán
Juan Francisco Muñoz
José Ignacio Novoa
Jaime Puig
Javier Reino
Lorenzo Rico
Julián Ruiz
Eugenio Serrano Gispert
Juan José Uría

### Hockey
Männer
- 8. Platz

- Kader
José Agut
Jaime Arbós
Juan Arbós
Mariano Bordas
Javier Cabot
Ricardo Cabot
Ignacio Cobos
Miguel de Paz
Ignacio Escudé
José Miguel García
Andrés Gómez
Juan Malgosa
Santiago Malgosa
Jordi Oliva
Juan Carlos Peón
Carlos Roca

### Judo
Männer
- Carlos Sotillo
Ultraleichtgewicht: 7. Platz

- Francisco Rodríguez
Halbleichtgewicht: 20. Platz

- Joaquín Ruiz
Leichtgewicht: 13. Platz

- Ignacio Sanz
Halbmittelgewicht: 20. Platz

- Alfonso García
Mittelgewicht: 12. Platz

- Alberto Rubio
Halbschwergewicht: 9. Platz

### Kanu
Männer
- Pedro Alegre
Kajak-Einer, 1000 Meter: 9. Platz

- Iván González
Kajak-Vierer, 1000 Meter: 6. Platz

- Francisco López
Canadier-Einer, 500 Meter: 9. Platz
Canadier-Einer, 1000 Meter: 9. Platz

- Herminio Menéndez
Kajak-Zweier, 500 Meter: Halbfinale
Kajak-Zweier, 1000 Meter: 7. Platz

- Enrique Míguez
Canadier-Zweier, 500 Meter: Bronze 
Canadier-Zweier, 1000 Meter: 6. Platz

- Luis Gregorio Ramos
Kajak-Vierer, 1000 Meter: 6. Platz

- Guillermo del Riego
Kajak-Einer, 500 Meter: 7. Platz
Kajak-Zweier, 500 Meter: Halbfinale
Kajak-Zweier, 1000 Meter: 7. Platz

- Juan José Román
Kajak-Vierer, 1000 Meter: 6. Platz

- Juan Manuel Sánchez
Kajak-Vierer, 1000 Meter: 6. Platz

- Narciso Suárez
Canadier-Zweier, 500 Meter: Bronze 
Canadier-Zweier, 1000 Meter: 6. Platz

### Leichtathletik
| Männer - José Manuel Abascal 1500 Meter: Bronze - Manuel Alcalde 50 Kilometer Gehen: 9. Platz - José Alonso 400 Meter Hürden: Vorläufe - José Javier Arqués 100 Meter: Viertelfinale - Antonio Corgos Weitsprung: 10. Platz - Jorge García 5000 Meter: Vorläufe - Benjamín González 800 Meter: Vorläufe 4 × 400 Meter: Vorläufe - José Luis González 1500 Meter: Vorläufe - Manuel González 4 × 400 Meter: Vorläufe - Ángel Heras 400 Meter: Viertelfinale 4 × 400 Meter: Vorläufe - Raúl Jimeno Hammerwurf: 19. Platz in der Qualifikation - Jorge Llopart 50 Kilometer Gehen: 7. Platz - José Marín 20 Kilometer Gehen: 6. Platz - Javier Moracho 110 Meter Hürden: Halbfinale - Santiago de la Parte Marathon: DNF - Antonio Prieto 10.000 Meter: Vorläufe - Domingo Ramón 3000 Meter Hindernis: 6. Platz - Alberto Ruiz Stabhochsprung: 9. Platz - Carlos Sala 110 Meter Hürden: 7. Platz - Antonio Sánchez 400 Meter: Viertelfinale 4 × 400 Meter: Vorläufe - Juan José Torres 3000 Meter Hindernis: Vorläufe - Colomán Trabado 800 Meter: Vorläufe - Juan Carlos Traspaderne Marathon: DNF - Andrés Vera 1500 Meter: 7. Platz | Frauen - Isabel Mosún Hochsprung: 26. Platz in der Qualifikation - Teresa Rioné 100 Meter: Viertelfinale 200 Meter: Viertelfinale |

### Moderner Fünfkampf
Männer
- Eduardo Burguete
Einzel: 26. Platz
Mannschaft: 8. Platz

- Federico Galera
Einzel: 34. Platz
Mannschaft: 8. Platz

- Jorge Quesada
Einzel: 8. Platz
Mannschaft: 8. Platz

### Radsport
Männer
- Francisco Antequera
Straßenrennen: 23. Platz

- Manuel Jorge Domínguez
Straßenrennen: DNF

- Miguel Induráin
Straßenrennen: DNF

- José Salvador Sanchis
Straßenrennen: DNF

### Reiten
- Luis Álvarez
Springen, Einzel: 6. Platz
Springen, Mannschaft: 7. Platz

- Luis Astolfi
Springen, Einzel: 10. Platz
Springen, Mannschaft: 7. Platz

- Alberto Honrubia
Springen, Einzel: 41. Platz
Springen, Mannschaft: 7. Platz

- Rutherford Latham
Springen, Mannschaft: 7. Platz

### Rhythmische Sportgymnastik
Frauen
- Marta Bobo
9. Platz

- Marta Cantón
6. Platz

### Ringen
Männer
- Miguel Ángel García
Bantamgewicht, Freistil: 2. Runde

- Francisco Iglesias
Leichtgewicht, Freistil: 2. Runde

- Ignacio Ordóñez
Weltergewicht, Freistil: 2. Runde

### Rudern
Männer
- José Ramón Oyarzábal
Einer: 11. Platz

- Fernando Climent & Luis María Lasúrtegui
Zweier ohne Steuermann: Silber

- José Manuel Bermúdez, Isidro Martín & Joaquín Sabriá
Zweier mit Steuermann: 10. Platz

- Jesús González Guisande, Julio Oliver, Luis Miguel Oliver & Manuel Vera
Doppelvierer: 6. Platz

### Schießen
| Männer - Luis del Cerro Kleinkaliber, liegend: 30. Platz - Ángel Corsino Fernández Freie Pistole: 27. Platz - Jorge González Luftgewehr: 30. Platz Kleinkaliber, Dreistellungskampf: 11. Platz Kleinkaliber, liegend: 30. Platz - Eduardo Jiménez Schnellfeuerpistole: 29. Platz - José María Pigrau Luftgewehr: 26. Platz Kleinkaliber, Dreistellungskampf: 30. Platz - Juan Seguí Schnellfeuerpistole: 10. Platz | Offene Klasse - Juan Ávalos Skeet: 13. Platz - Francisco Pérez Skeet: 19. Platz - Ricardo Sancho Trap: 17. Platz - Eladio Vallduvi Trap: 22. Platz | Frauen - María Luisa Peña Sportpistole: 30. Platz |

### Schwimmen
Männer
- Ricardo Aldabe
100 Meter Rücken: 13. Platz
200 Meter Rücken: 7. Platz

- Juan Escalas
400 Meter Freistil: 10. Platz
1500 Meter Freistil: 18. Platz
4 × 200 Meter Freistil: 11. Platz

- Rafael Escalas
1500 Meter Freistil: 11. Platz
4 × 200 Meter Freistil: 11. Platz

- Harri Garmendia
100 Meter Schmetterling: 20. Platz
200 Meter Schmetterling: 15. Platz
200 Meter Lagen: 19. Platz

- David López-Zubero
4 × 200 Meter Freistil: 11. Platz
100 Meter Schmetterling: 12. Platz

- Javier Miralpeix
200 Meter Freistil: 28. Platz

- Enrique Romero
100 Meter Rücken: 18. Platz
200 Meter Rücken: 13. Platz

- Juan Carlos Vallejo
200 Meter Freistil: 10. Platz
4 × 200 Meter Freistil: 11. Platz

### Segeln
- Eduardo Bellini
Windsurfen: 12. Platz

- Joaquín Blanco
Finn-Dinghy: 4. Platz

- Luis Doreste & Roberto Molina
470er: Gold

- José Luis Doreste & Antonio Gorostegui
Star: 7. Platz

- Alejandro Abascal & Miguel Noguer
Flying Dutchman: 11. Platz

### Synchronschwimmen
Frauen
- Mónica Antich
Einzel: Vorrunde
Duett: 16. Platz

- Rosa Costa
Einzel: 17. Platz

- Ana Tarrés
Einzel: Vorrunde
Duett: 16. Platz

### Turnen
| Männer - Antonio Fraguas Einzelmehrkampf: 35. Platz Boden: 70. Platz in der Qualifikation Pferd: 48. Platz in der Qualifikation Barren: 46. Platz in der Qualifikation Reck: 22. Platz in der Qualifikation Ringe: 55. Platz in der Qualifikation Seitpferd: 60. Platz in der Qualifikation - Alfonso Rodríguez Einzelmehrkampf: 62. Platz in der Qualifikation Boden: 62. Platz in der Qualifikation Pferd: 48. Platz in der Qualifikation Barren: 46. Platz in der Qualifikation Reck: 60. Platz in der Qualifikation Ringe: 71. Platz in der Qualifikation Seitpferd: 41. Platz in der Qualifikation - Miguel Soler Einzelmehrkampf: 25. Platz Boden: 64. Platz in der Qualifikation Pferd: 40. Platz in der Qualifikation Barren: 37. Platz in der Qualifikation Reck: 51. Platz in der Qualifikation Ringe: 23. Platz in der Qualifikation Seitpferd: 36. Platz in der Qualifikation | Frauen - Marta Artigas Einzelmehrkampf: 26. Platz Mannschaftsmehrkampf: 9. Platz Boden: 43. Platz in der Qualifikation Pferd: 45. Platz in der Qualifikation Stufenbarren: 48. Platz in der Qualifikation Schwebebalken: 43. Platz in der Qualifikation - Margot Estévez Einzelmehrkampf: 56. Platz in der Qualifikation Mannschaftsmehrkampf: 9. Platz Boden: 43. Platz in der Qualifikation Pferd: 50. Platz in der Qualifikation Stufenbarren: 50. Platz in der Qualifikation Schwebebalken: 63. Platz in der Qualifikation - Ana Manso Einzelmehrkampf: 21. Platz Mannschaftsmehrkampf: 9. Platz Boden: 54. Platz in der Qualifikation Pferd: 45. Platz in der Qualifikation Stufenbarren: 39. Platz in der Qualifikation Schwebebalken: 29. Platz in der Qualifikation - Irene Martínez Einzelmehrkampf: 48. Platz in der Qualifikation Mannschaftsmehrkampf: 9. Platz Boden: 40. Platz in der Qualifikation Pferd: 56. Platz in der Qualifikation Stufenbarren: 47. Platz in der Qualifikation Schwebebalken: 45. Platz in der Qualifikation - Laura Muñoz Einzelmehrkampf: 14. Platz Mannschaftsmehrkampf: 9. Platz Boden: 48. Platz in der Qualifikation Pferd: 26. Platz in der Qualifikation Stufenbarren: 18. Platz in der Qualifikation Schwebebalken: 20. Platz in der Qualifikation - Virginia Navarro Einzelmehrkampf: 54. Platz in der Qualifikation Mannschaftsmehrkampf: 9. Platz Boden: 43. Platz in der Qualifikation Pferd: 50. Platz in der Qualifikation Stufenbarren: 57. Platz in der Qualifikation Schwebebalken: 42. Platz in der Qualifikation |

### Wasserball
Männer
- 4. Platz

- Kader
Antonio Aguilar Chastellain
Rafael Aguilar
Alberto Canal
Jorge Carmona
Manuel Estiarte
Félix Fernández Salcines
José Morillo
Mariano Moya
Jorge Neira
Leandro Ribera Perpiñá
Pedro Robert
Jordi Sans
Jorge Signes

### Wasserspringen
Männer
- Ricardo Camacho
Kunstspringen: 17. Platz in der Qualifikation

- Luis Diéguez
Turmspringen: 21. Platz in der Qualifikation